# ТЭС Трбовле
Теплоэлектростанция Трбовле (словен. Termoelektrarna Trbovlje) — словенская ТЭС, работающая на буром угле и находящаяся на реке Сава в городе Трбовле. Владельцем электростанции является ООО Termoelektrarna Trbovlje d.o.o.. Дымовая труба электростанции является самым высоким объектом, когда-либо построенным на территории Словении; играет важную роль в энергетике Словении, будучи и резервным источником электроэнергии в стране.

## Структура
Электростанция состоит из двух блоков: первый блок мощностью 125 МВт — паросиловой, отвечающий за производство электроэнергии и использующий бурый уголь в качестве топлива; второй блок (мощностью 63 МВт) — газовый, также производит электроэнергию и использует природный газ в качестве резервного топлива. Электроэнергия, не идущая на нужды станции и не поставляющаяся по местам назначения, продаётся на рынке. С 2003 года станция соответствует стандартам качества управления ISO 9001-2000 и стандартам экологической безопасности ISO 14001.

## История

### Первая электростанция в Трбовле
19 марта 1915 на реке Сава в Трбовле была открыта новая Савская теплоэлектростанция (так она ранее называлась), которая заменила старую, находившуюся слишком близко к жилым районам. Основой электростанции был турбогенератор с мощностью в 4 МВт. Сам ввод в эксплуатацию нового агрегата был серьёзным испытанием для руководства: на церемонии открытия присутствовали все инженеры, электрики, механики и прочие сотрудники. В большом зале находились турбогенератор с распределительным щитом и пульт управления; также на станции были котельная, зал с устройствами с высоким напряжением и зона для поставки угля. Запуск генератора состоялся в 10:00 и был совершён чешским инженером по фамилии Крижка из города Брно, который отвечал за настройку всех машин и оборудования. Электростанция должна была ускорить модернизацию шахты Трбовле и соседних рудников Храстник и Загорье, которые принадлежали компании TPD.

### Межвоенные годы
В 1930-е годы Великая депрессия отрицательно сказалась на югославской экономике, но при этом электростанция города Трбовле не закрывалась: на ней велись работы по увеличению мощности и производительности станции. Шахты работали семь дней в неделю: их реконструкция завершилась в 1934—1935 годах. В 1937—1938 годах после подготовительных работ прошли основные улучшения, и в ноябре 1939 года электростанция продолжила свою работу в обычном режиме.
Модернизация привела к повышению объёма производимой электроэнергии и к расширению зоны электрификации Дравской бановины (в некоторые районы Словении ещё тогда не было проведено электричество); также снизился объём сброса отходов в реку Саву и повысилось число работников. В частности, во время модернизации были установлены новый паровой котёл и турбогенератор, открыта новая подстанция, магистральный трубопровод Трбовле-Подлог, всасывающий насос и другие элементы. Складские помещения и помещения руководства были также переоборудованы.

### Народно-освободительная война
После оккупации Словении сначала итальянское, а потом немецкое гражданское правительство пыталось переоборудовать электростанцию под свои нужды, однако словенские силы сопротивления делали всё возможное, чтобы оставить без электроэнергии все предприятия, оказывавшие помощь итальянской и немецкой армии, а именно часто срывали все строительные, ремонтные и монтажные работы на станции с 1942 по 1944 годы.
В декабре 1942 года немцы попытались установить новый турбогенератор компании Siemens, однако в январе 1943 года во время испытаний генератора на холостом ходу в присутствии установщика и инженера из Siemens одно из лезвий турбины попросту отвалилось. Доскональную причину никто не установил. В середине 1943 года после ремонта началась снова эксплуатация той самой турбины, но в мае 1944 года во время аудита в турбине вышли из строя лопасти несущего винта по причине неправильного использования югославского крана. Ротор собирались отправить на ремонт в Рур, однако бомбардировки союзной авиации сорвали эти планы: ни железнодорожный, ни авиационный транспорт не был в состоянии это сделать, и ремонт затянулся до сентября. В декабре 1944 года трубопровод диаметром 1 м, по которому шла вода для охлаждения, попросту лопнул, и ремонт опять затянулся на месяц.
Серия подобных диверсий на электростанции оставила без электроэнергии добрую часть немецкой военной промышленности, что не позволило немцам собрать достаточно единиц военной техники и сыграло свою роль в разгроме Третьего рейха и последующем освобождении Словении. Подобные диверсии словенское партизанское подполье предпринимало по всему городу в течение всей войны.

### Послевоенные годы
Новую электростанцию, которая также известна как «Трбовле-2» или теплоэлектростанция Трбовле, начали строить 31 мая 1964. Президент совета рабочих Иван Кукович на месте строительства изложил планы по возведению новой электростанции, жизненно важной для горнодобывающей промышленности СР Словении и всей Югославии. Он подчеркнул необходимость и оправданность строительства угольной электростанции, потребляющей словенский бурый уголь — запасов топлива могло хватить на 80 лет. Объект начали строить прямо рядом с жилым районом и при минимальных транспортных расходах. Строительство завершилось в 1968 году, а станцию ввели в эксплуатацию уже в 1966 году.
После начала эксплуатации на станции стали возникать проблемы: в камере сгорания котла накапливалось слишком много шлака, а также наблюдалась сильная вибрация турбогенератора. Выяснилось, что произведённый в Польше котёл попросту не соответствовал требованиям безопасности и не учитывал плавление шлака. Фактическая мощность снизилась со 125 до 105—110 МВт. Качество поставляемого угля также было невысоким, поскольку в топливе оказывались часто негорючие элементы (камень, железо, глина и т.д.). После серии проверок и исправлений прежний режим работы электростанции возобновился: руководство стало уделять больше внимания посторонним примесям в топливе.
В 1976 году была построена Дымовая труба Трбовле (словен. Trboveljski dimnik), ставшая самой высокой в Европе. Её высота составляла 360 м, объём — 11866 м³ бетона, масса — 1079 т стального каркаса. Строительство завершилось всего за 210 дней. Трубу построили для снижения уровня загрязнения и выбросов непосредственно в долине.

### Наши дни
В ноябре 2014 года было объявлено о закрытии станции и её ликвидации. К концу 2016 года станцию планируется ликвидировать и распродать всё её имущество.